# Rolf Saltzwedel
Rolf Saltzwedel (* 4. Juli 1928 in Lübeck; † 8. Oktober 2016 in Lübeck) war ein deutscher Heimathistoriker und -publizist.

## Leben
Seit der Kindheit Mitglied des Lübecker Sing- und Spielkreises um Bruno Grusnick, gab Saltzwedel 1981 eine Festschrift für den herausragenden Chorleiter mit heraus. Als Zeitzeuge hat er im Jahrbuch Der Wagen über den evangelisch-lutherischen Pastor Karl Friedrich Stellbrink berichtet, der mit drei katholischen Lübecker Geistlichen 1943 von den NS-Machthabern hingerichtet wurde.
Nach dem Abitur am Gymnasium Katharineum zu Lübeck und dem Studium der Altphilologie an den Universitäten Kiel und Göttingen war Saltzwedel seit 1956 Lehrer für Griechisch und Latein am Katharineum, dessen alljährliches plattdeutsches Krippenspiel in St. Ägidien er leitete. Von 1976 bis zu seiner Pensionierung 1990 war er Direktor der Ernestinenschule in Lübeck. 
Einer seiner beiden Söhne ist der Spiegel-Redakteur Johannes Saltzwedel.

## Wirken
Von 1966 bis 2001 gab Saltzwedel als Nachfolger von Paul Brockhaus für die Gesellschaft zur Beförderung gemeinnütziger Tätigkeit das Lübeckische Jahrbuch Der Wagen heraus und veröffentlichte darin zahlreiche Beiträge zur Kulturgeschichte seiner Vaterstadt. Als Herausgeber und Autor leitete er auch eine kritische Auseinandersetzung mit der NS-Vergangenheit ein, die unter seinem nationalsozialistisch belasteten Vorgänger unterblieben war. Darüber hinaus arbeitete er im Redaktionsausschuss für die von der „Gemeinnützigen“ herausgegebene Lübeckischen Blätter und mehreren anderen Ausschüssen der Gesellschaft mit. Als Gründungsvorsitzender des Fördervereins Buddenbrookhaus setzte er sich von 1989 an maßgeblich dafür ein, dass das Stammhaus der Familie von Thomas und Heinrich Mann 1993 als Museum mit Dauerausstellung und Tagungsmöglichkeiten der Öffentlichkeit zugänglich werden konnte. Daneben war er seit 1965 im Kirchenvorstand von St. Marien zu Lübeck tätig und Mitglied im Künstlerischen Beirat des Kultusministeriums Schleswig-Holstein.

## Auszeichnungen
Für seine Verdienste erhielt Saltzwedel 1998 die goldene Denkmünze der Gesellschaft zur Beförderung gemeinnütziger Tätigkeit.

## Werke
- Untersuchungen über das Musikalische in der Form der Hirtengedichte Theokrits. Diss. phil., Kiel 1953.
- Der Wagen. Ein Lübeckisches Jahrbuch. Begründet von Paul Brockhaus. Hg. von Rolf Saltzwedel. Lübeck 1967–2000.
- Festschrift zum 175jährigen Bestehen der Ernestinenschule zu Lübeck 1804–1979. Hg. v. Rolf Saltzwedel. Lübeck 1979.
- Festschrift für Bruno Grusnick zum 80. Geburtstag. Hg. v. Rolf Saltzwedel und Klaus D. Koch. Neuhausen-Stuttgart 1981.
- Rats- und Bürgerkirche St. Marien zu Lübeck. Ein Wegweiser durch die Kirche. Hg. von Rolf Saltzwedel. Lübeck 1986.
- Jahrbuch des St.-Marien-Bauvereins. 10. Folge. Hg. v. Rolf Saltzwedel. Lübeck 1987.